# Город невест (фильм)
«Город невест» — советский художественный фильм 1985 года, снятый на киностудии «Мосфильм».

## Сюжет
Геннадий Реутов, директор текстильного комбината, планирует масштабную реконструкцию своего предприятия с целью полной автоматизации. Он считает, что современное оборудование привлечёт женщин, работающих на комбинате, к потенциальным женихам и решит демографические проблемы города. Инициативу Реутова поддерживает секретарь парткома Одинцова, которая сама работала ткачихой. Однако главный инженер Прохоров выступает против, считая проект нереалистичным.
Реутов привлекает студентов-дипломников для настройки нового оборудования, и молодёжь с энтузиазмом принимает участие в проекте. В день запуска новой линии возникает сбой, и поступает приказ о демонтаже оборудования. Тем не менее, директор и молодые специалисты не сдаются, быстро устраняют неполадки и успешно запускают производство.

## В ролях
- Олег Табаков — Геннадий Фёдорович Реутов, директор текстильного комбината
- Георгий Жжёнов — Андрей Дмитриевич Прохоров, главный инженер текстильного комбината
- Людмила Зайцева — Екатерина Сергеевна Одинцова, председатель парткома комбината
- Наталия Белохвостикова — Лена Реутова, жена директора
- Любовь Соколова — Клавдия Петровна
- Ирина Чериченко — Оля, рабочая текстильного комбината
- Антон Табаков — Котя Реутов, сын директора, художник по тканям
- Татьяна Кравченко — Зоя Карпова, рабочая текстильного комбината
- Николай Прокопович — Сюмаков, заместитель директора
- Григорий Константинопольский — Шакин, молодой специалист
- Альберт Буров — Ладя Броучек, инженер из Чехословакии, поставщик
- Иван Рыжов — свидетель в ЗАГСе
- Вадим Вильский — прораб
- Игорь Ясулович — Витя, инженер
- Татьяна Забродина — вдова
- Ольга Токарева — секретарь Реутова
- Игорь Сыхра — дальнобойщик
- Галина Комарова — жена пьяницы
- Виктор Маркин — работник комбината

## Съёмочная группа
- Режиссёр — Леонид Марягин
- Сценарист — Леонид Марягин
- Оператор — Дильшат Фатхулин
- Композитор — Ян Френкель
- Художник — Николай Маркин